# Euplexaura multiflora
Euplexaura multiflora är en korallart som beskrevs av Aurivillius 1931. Euplexaura multiflora ingår i släktet Euplexaura och familjen Plexauridae. Inga underarter finns listade i Catalogue of Life.